# Subira
Subira es una película dramática keniata de 2018 dirigida por Ravneet Sippy Chadha. Fue seleccionada como la entrada de Kenia a la Mejor Película Internacional en la 92.ª edición de los Premios Óscar, pero no fue nominada.

## Reparto
- Brenda Wairimu como Subira
- Tirath Padam como Taufiq
- Nice Githinji como Mwana
- Ali Mwangola como Adam Hussein
- Melvin Alusa como Nick
- Ahmed como Majid joven
- Joan Arigi como Makui
- Azza Bakkar como Sara

## Sinopsis
Una joven adolescente de espíritu libre que vive en Lamu lucha por conseguir disfrutar de su único sueño: nadar en el océano. Por desgracia para ella, esto va en contra de las tradiciones y también del matrimonio concertado que ha arreglado su familia.